# Temminkijärvi
Temminkijärvi är en sjö i Kiruna kommun i Lappland och ingår i Torneälvens huvudavrinningsområde. Sjön har en area på 1,9 kvadratkilometer och ligger 330 meter över havet. Sjön avvattnas av vattendraget Temminkijoki.

## Delavrinningsområde
Temminkijärvi ingår i det delavrinningsområde (754893-176760) som SMHI kallar för Utloppet av Temminkijärvi. Medelhöjden är 347 meter över havet och ytan är 18,93 kvadratkilometer. Det finns inga avrinningsområden uppströms utan avrinningsområdet är högsta punkten. Temminkijoki som avvattnar avrinningsområdet har biflödesordning 3, vilket innebär att vattnet flödar genom totalt 3 vattendrag innan det når havet efter 332 kilometer. Avrinningsområdet består mestadels av skog (65 procent) och sankmarker (18 procent). Avrinningsområdet har 3,13 kvadratkilometer vattenytor vilket ger det en sjöprocent på 16,5 procent.